# Dom Bairo
D.O.M. Bairo "l'Uvamaro" è uno storico amaro italiano a base di vino, noto negli anni settanta ma da tempo non più in produzione. Il nome iniziale stava a significare Deo Optimo Maximo, ma venne successivamente (1974) trasformato in Don Bairo poiché veniva comunemente chiamato in questo modo (complice il personaggio degli spot pubblicitari).

## Storia
La sede della distilleria era in origine a Bairo, nella zona del Canavese in Piemonte. La ricetta originale del medico (archiatra) Pietro Michaeli, più noto come Pietro Bairo, risale al Quattrocento (1452) e fu in seguito ripresa dalla ditta Buton per produrre l'amaro su scala industriale.

## Caratteristiche
L'amaro era a base di vino, che veniva aromatizzato con diverse erbe e radici aromatiche.

## Degustazione
I consigli per la degustazione riportati sulla bottiglia dell'amaro recitavano testualmente:
Lo moderato usaggio donerà vieppiù sana consolazione et buonumore. Pigliato avanti e dopo 'l pasto et etiam a tute ore de la giornata.

## Pubblicità
L'amaro fu pubblicizzato da una nota serie di spot di Carosello, Le avventure di Cimabue. Il protagonista di questa pubblicità era il frate Cimabue, che, per i molti errori commessi, veniva sempre canzonato dai confratelli che cantavano in coro Cimabue, Cimabue, fai una cosa, ne sbagli due. La sua consueta replica, anch'essa al tempo passata nel parlare comune, era Ma che cagnara, sbagliando si impara!.
Lo spot andò in onda tra il 1972 e il 1977 ed era basato su una animazione realizzata graficamente da Paolo Piffarerio per la Gamma Film.